# Jendouba Sud
La delegació o mutamadiyya de Jendouba Sud (àrab: معتمدية جندوبة الجنوبية, muʿtamadiyya Jandūba al-Janūbiyya) és una delegació de Tunísia, a la governació de Jendouba, amb capçalera a la ciutat de Jendouba. Les principals viles són El Mnasrya i Aïn el Krima. La delegació, formada pels territoris al sud-oest i sud-est de la ciutat, tenia una població de 66.200 habitants segons el cens del 2004.

## Administració
La delegació o mutamadiyya, amb codi geogràfic 22 51 (ISO 3166-2:TN-12), està dividida en dotze sectors o imades:
- Ezzeghaida (22 51 51)
- Jendouba Sud (22 51 52)
- En-Nour (22 51 53)
- Es-Sâada (22 51 54)
- El Malga (22 51 55)
- Ettataouer (22 51 56)
- Souk Es-Sebt (22 51 57)
- El Aitha (22 51 58)
- Aïn Karima (22 51 59)
- Mâalla (22 51 60)
- El-Jerif (22 51 61)
- El Azima (22 51 62)

Al mateix temps, forma part de la municipalitat o baladiyya de Jendouba (22 11).